# Nieszczęśliwy wypadek Mary Jane
Nieszczęśliwy wypadek Mary Jane (ang. Mary Jane's Mishap) – krótkometrażowa niema komedia z 1903 roku w reżyserii George’a Alberta Smitha. Film powstał w Wielkiej Brytanii.

## Fabuła
Pokojówka (grana przez żonę Smitha, Laurę Bayley) próbuje zapalić piec. Kiedy jej się to nie udaje, zaczyna się krzątać po pokoju, aż w końcu postanawia spróbować zapalić piec jeszcze raz, tym razem za pomocą parafiny. Następuje wybuch. Mary Jane wylatuje przez komin i jej szczątki rozrzucają się dookoła domu. Zostaje pogrzebana. Chwilę później, jej duch wychodzi z grobu, aby zabrać puszkę po parafinie i tam wraca.